# 네덜란드의 왕위 계승 순위
네덜란드의 현재 국왕은 오라녜나사우가의 빌럼알렉산더르이며, 왕위 계승 순위 1위는 오라녜 여공 카타리나아말리아이다.
1983년, 헌법 개정이 이루어진 후 성별에 관계 없이 출생 순서에 따라 계승 순위가 부여되는 절대적 맏이 상속법을 따른다.
전 여왕 베아트닉스의 차남인 오라녜나사우 공자 프리소의 배우자는 과거 연인 중에 마약 밀매를 한 사람이 있었다는게 알려져 네덜란드 사회에 큰 파장을 일으켰다. 결국 그는 의회의 승인 없이 결혼을 하여 자신의 작위와 왕위계승권은 물론 자녀들의 왕위계승권까지 박탈 당했다.

## 왕위 계승 순위
- 베아트릭스 (네덜란드)
  -  빌럼알렉산더르
    - (1) 오라녜 여공 카타리나아말리아 (2003년)
    - (2) 네덜란드 공주 알렉시아 (2005년)
    - (3) 네덜란드 공주 아리아너 (2007년)

  - (4) 네덜란드 왕자 콘스탄테인 (1969년)
    - (5) 오라녜나사우 여백작 엘로이즈 (2002년)
    - (6) 오라녜나사우 백작 클라우스카시미르 (2004년)
    - (7) 오라녜나사우 여백작 레오노르 (2006년)

## 같이 보기
- 네덜란드의 왕위 계승자 목록